# ハリー・ウィッター・フリーズ
ハリー・ウィッター・フリーズ（Harry Whittier Frees） (1879–1953)は、アメリカの写真家。衣装や小道具を使い、動物に人間のようなシチュエーションを演じさせ作品を制作した。作品にはしばしばキャプションがつけられ、Lolcatの元祖とも言われている。彼の作品はポストカードとなったり、雑誌や児童書に掲載された。
被写体に猫を選んだ理由についてフリーズは「子猫は最も多芸な俳優であり、最も多彩な魅力を持っている」と、著書『Animal Land on the Air』の中で述べている。被写体の固定には、窮屈な衣装、ピン、フォークなどを使用した。

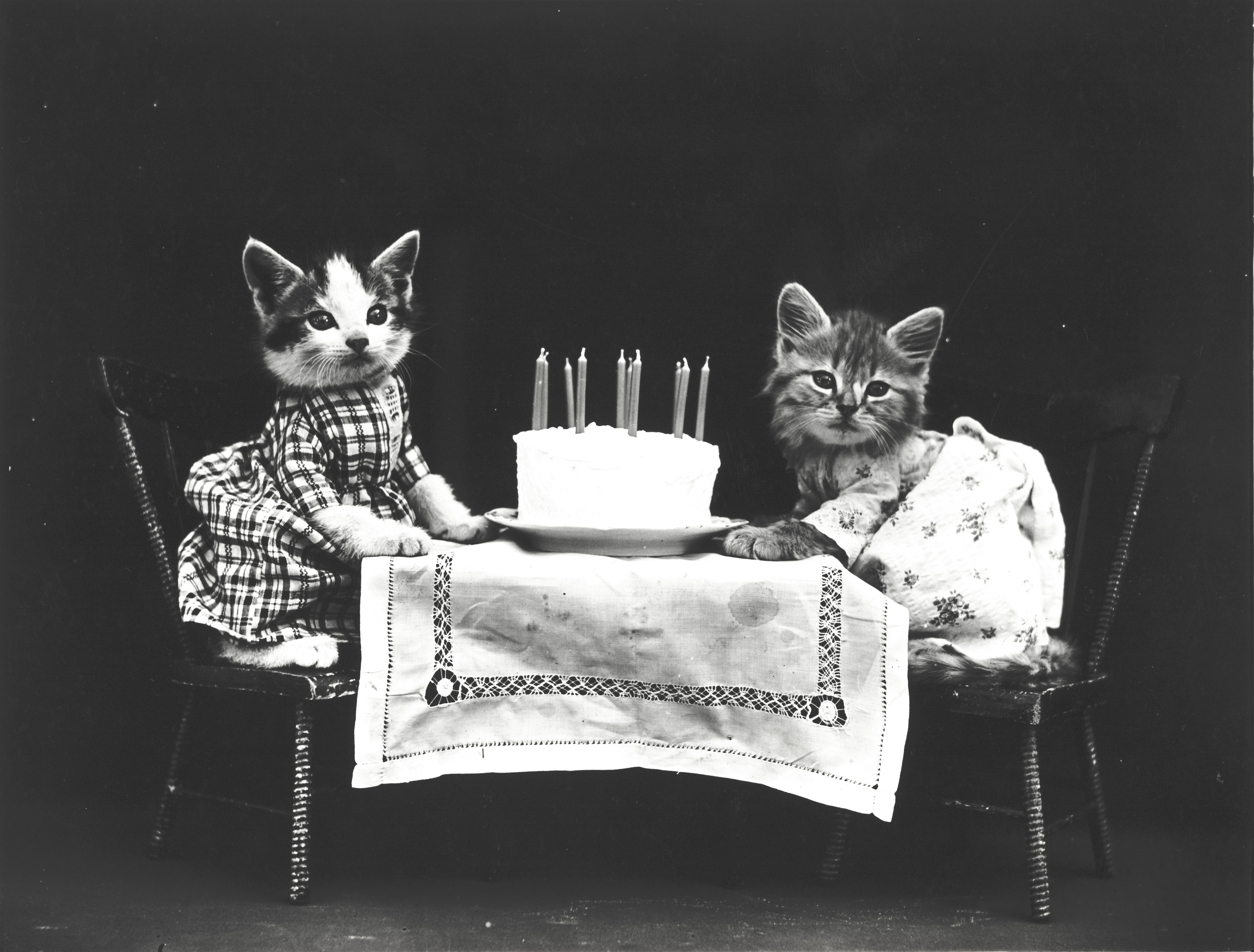
フリーズが撮影した写真（1914）

## 生涯

### 幼少
1879年、レディング (ペンシルベニア州)にて生まれる。一家は後に同州オークスに移った。

### 写真家として
彼は動物たちに服を着せ、小道具を使って人間の状況でポーズをとらせ、しばしばキャプションを付けた。写真の被写体に猫を選んだことについて、フリーズは著書『Animal Land on the Air』の中で次のように述べた。
「ウサギは衣装を着て写真を撮るのが最も簡単ですが、多くの「人間」のような部分を撮影することはできません。子犬は正しく理解すれば扱いやすいものですが、子猫は最も多才な動物俳優であり、最も多様な魅力を持っています。」
写真の撮影にもストレスがかかるため、彼は年に3か月間だけ働くようにした。フリーズは、児童文学者ユーラリー・オズグッド・グローバー（Eulalie Osgood Grover’s 1911）の1911年の児童書『子猫と猫:初めての読書』などで写真イラストが掲載されている。
1937年、オーデュボンでハウスキーパーに衣装制作の手助けを借りながら仕事をこなす。

### 死亡
フリーズは両親の介護に人生を費やし、生涯独身で過ごした。両親の死後はフロリダ州クリアウォーターに移住。1953年に癌と診断された後、自ら命を絶った。

## ギャラリー

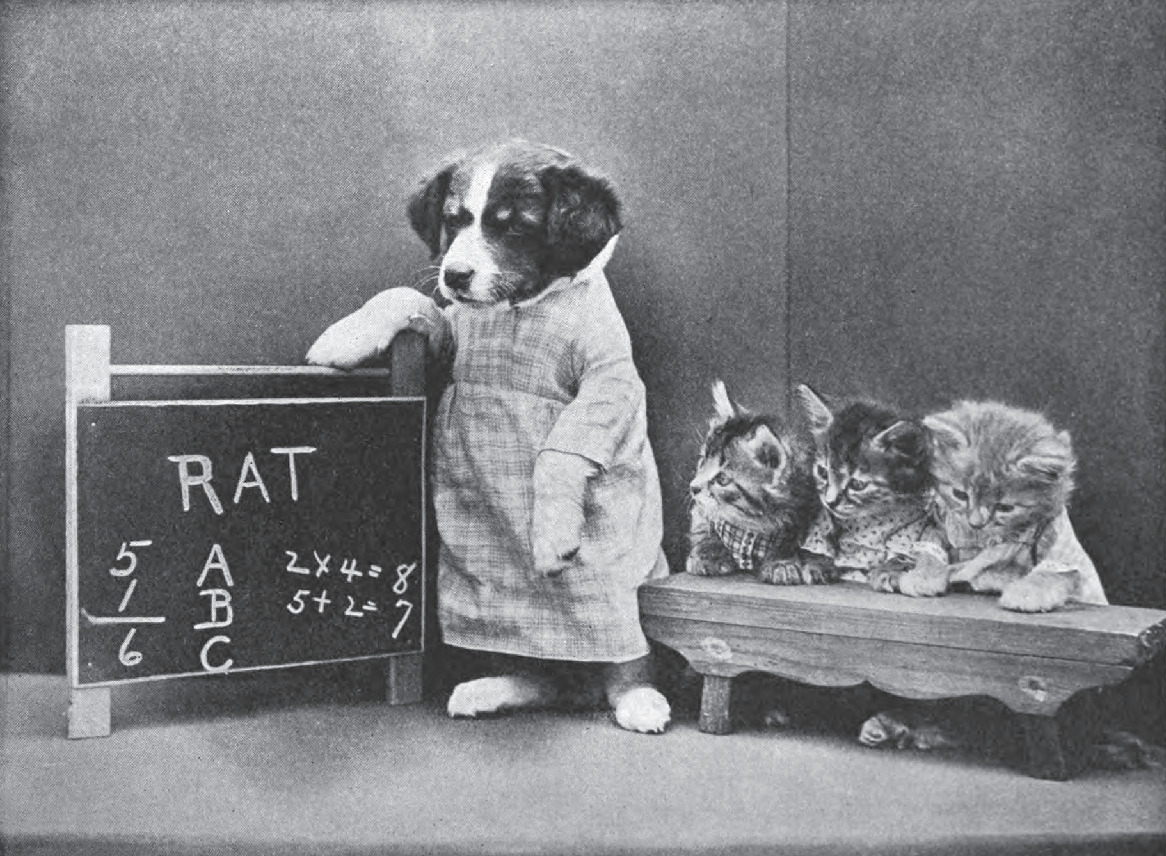
アニマルランドの小さな人々(以下同5)
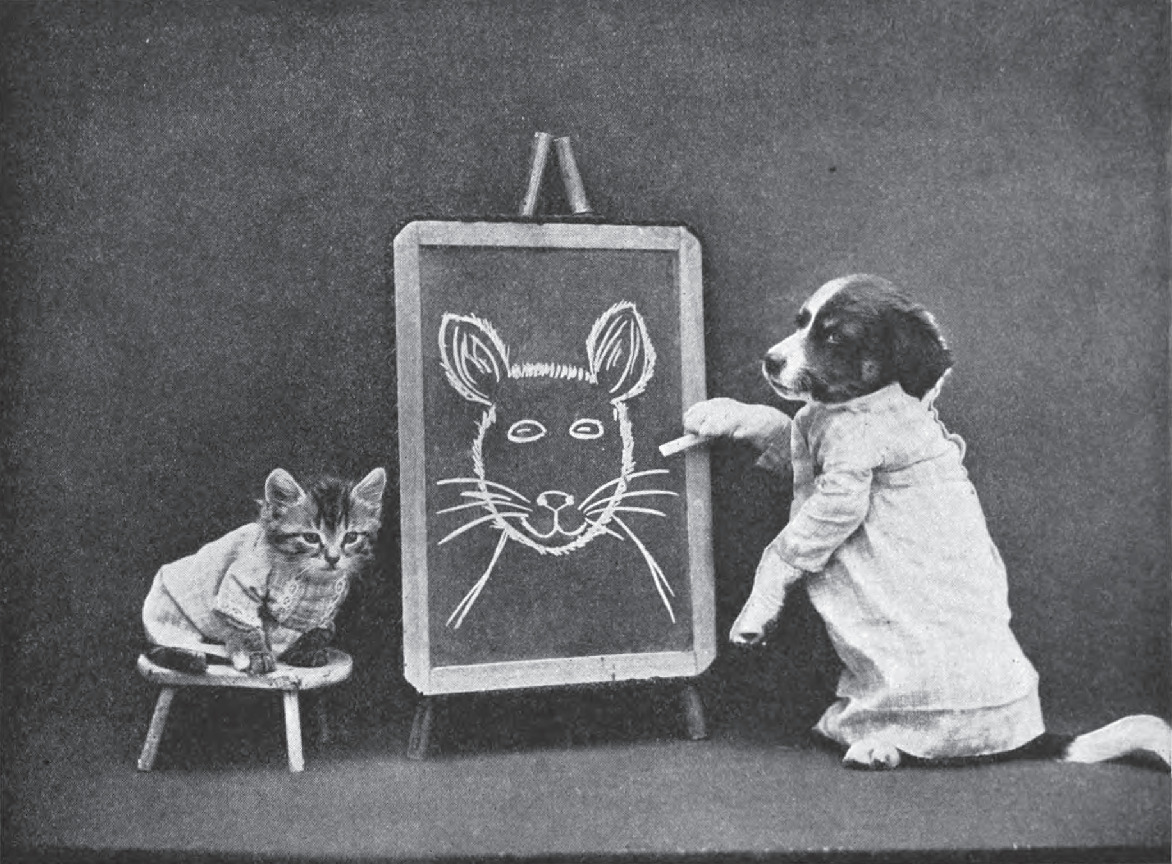
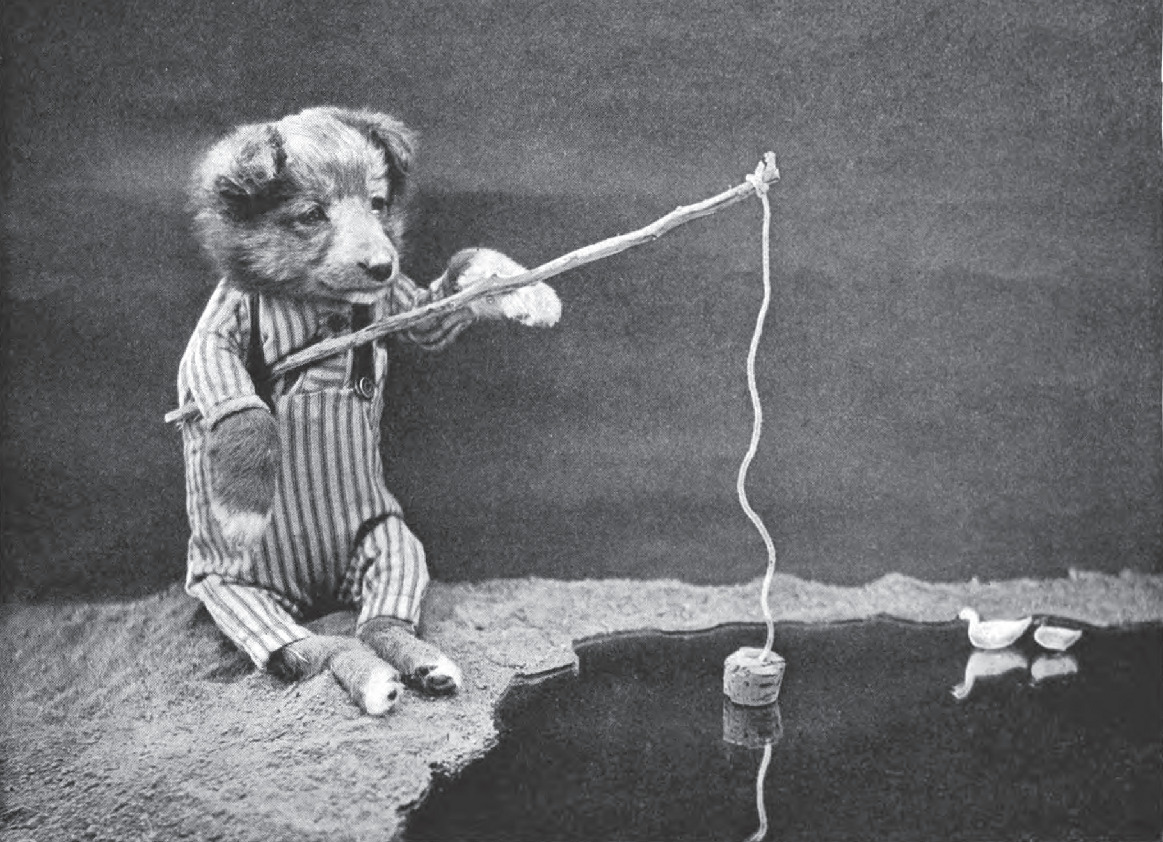
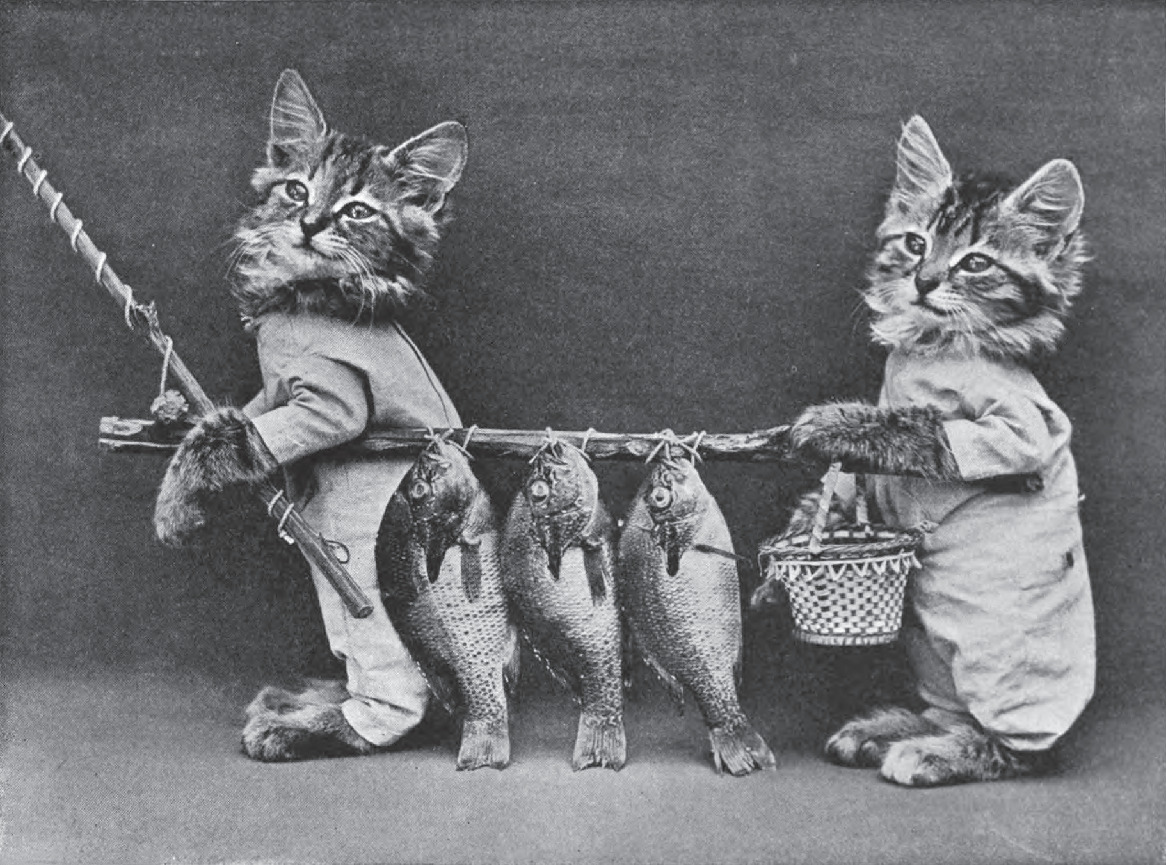
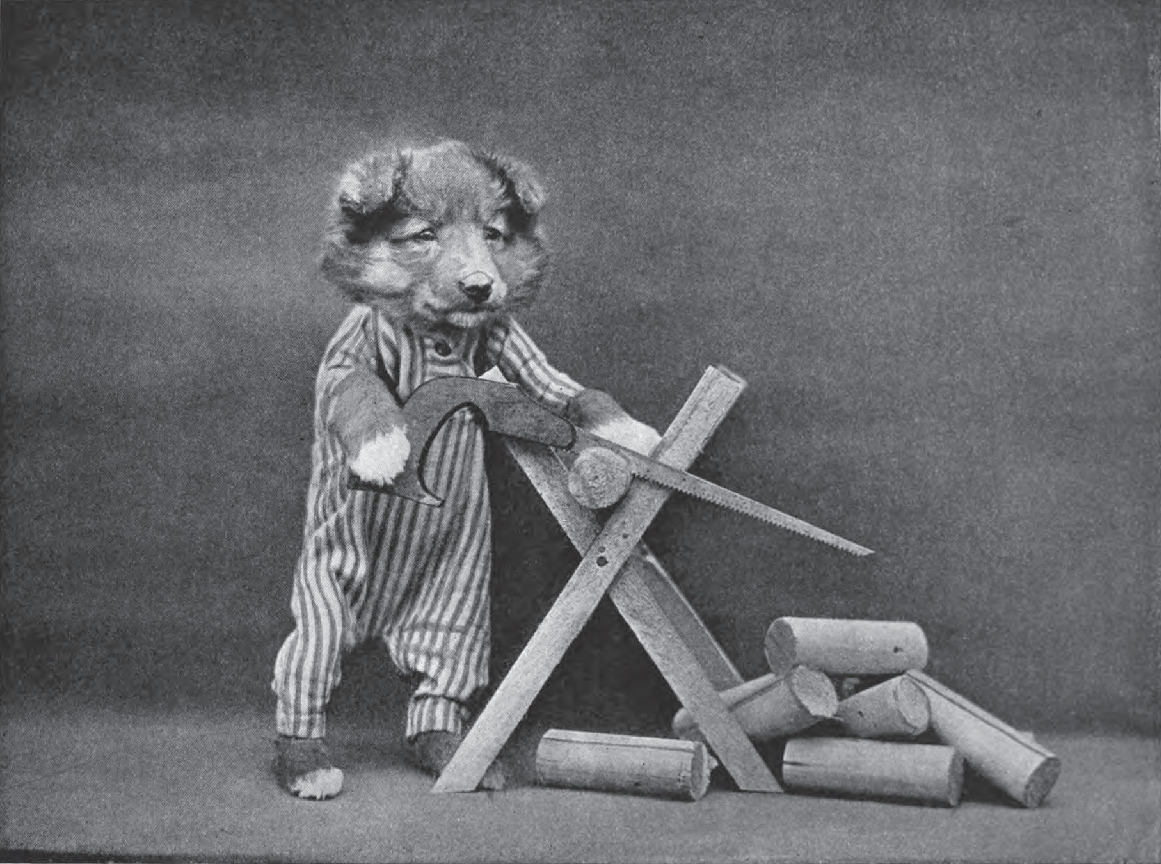
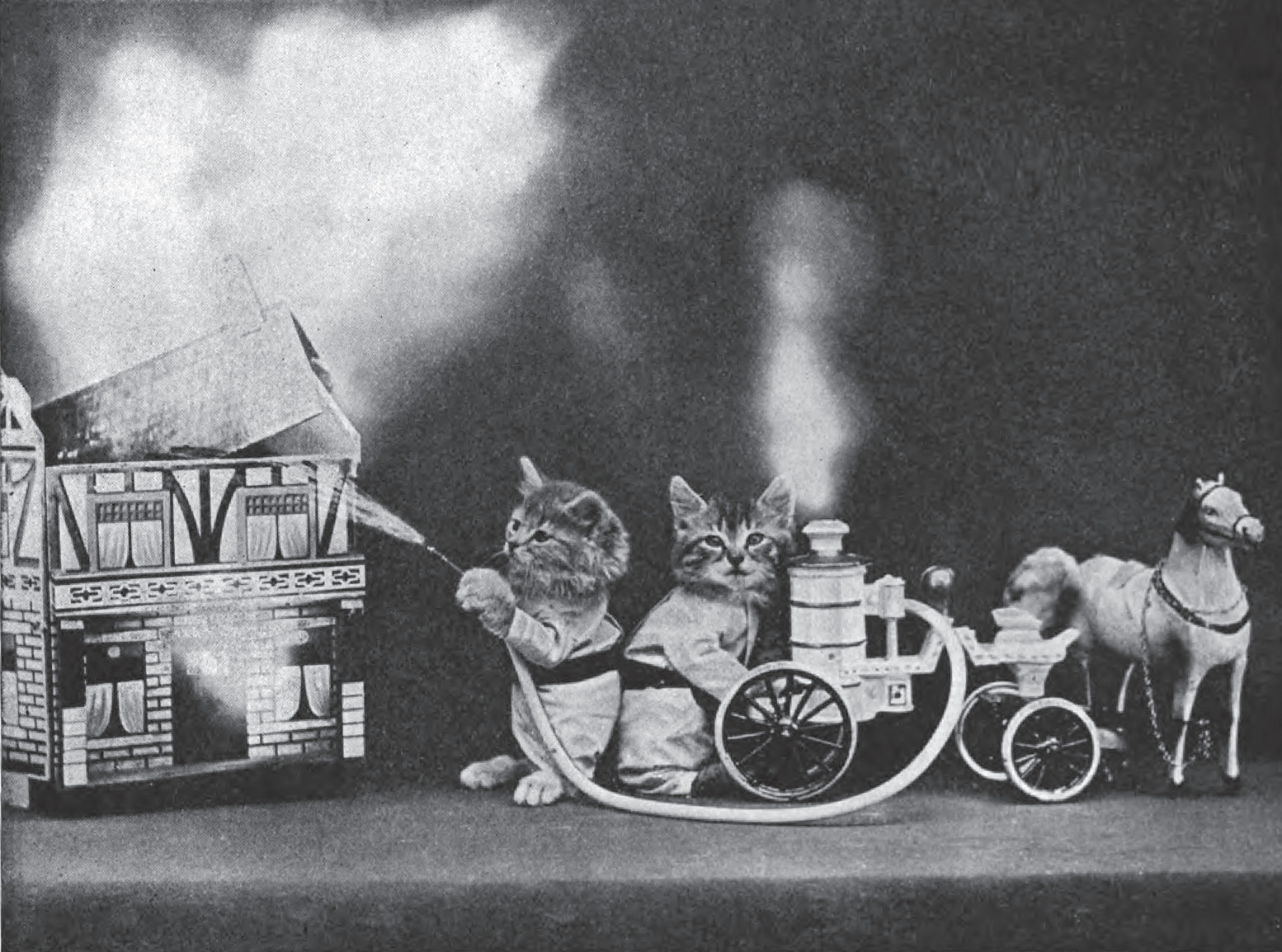
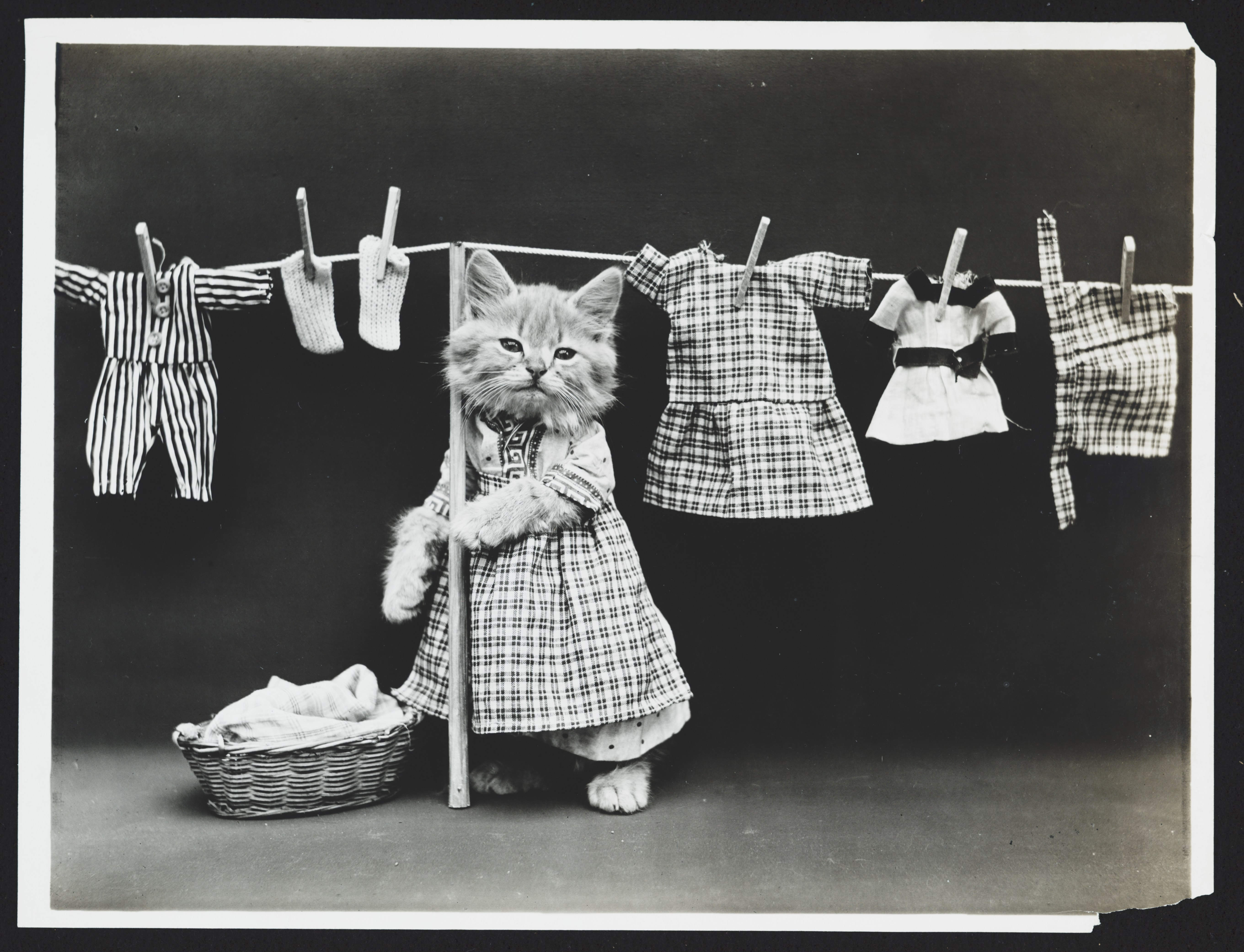
洗濯物を干す
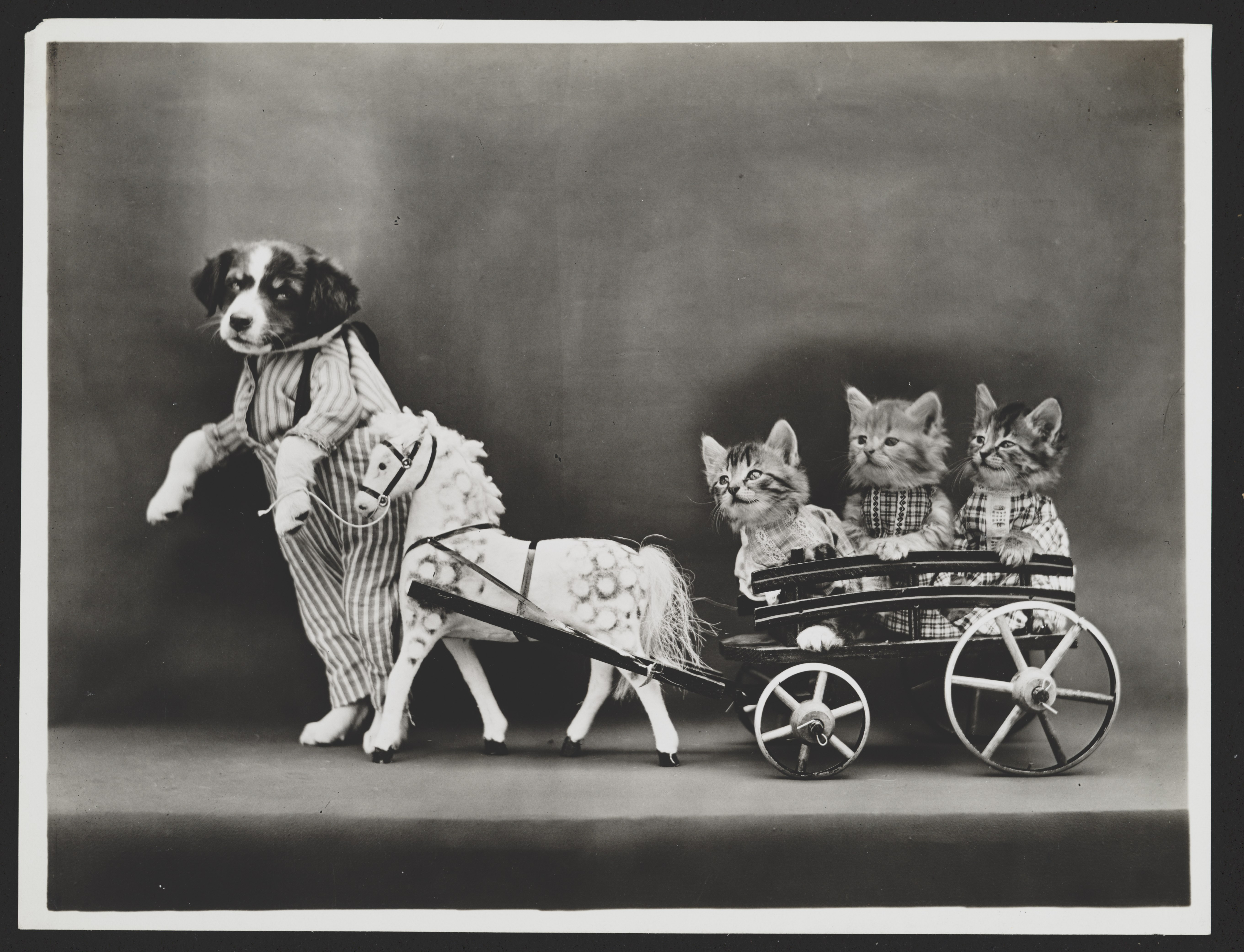
ジョイライド

## リンク
- 図書館にあるハリー・ウィッター・フリーズに関係する蔵書一覧（英語） - WorldCatカタログ